# Merimnetria
Merimnetria là một chi bướm đêm thuộc họ Gelechiidae. Các loài của chi này là đặc hữu của Hawaii.

## Các loài
- Merimnetria arcuata (Walsingham, 1907)
- Merimnetria compsodelta (Meyrick, 1928)
- Merimnetria elegantior (Walsingham, 1907)
- Merimnetria epermeniella (Walsingham, 1907)
- Merimnetria flaviterminella Walsingham, 1907
- Merimnetria gigantea (Swezey, 1913)
- Merimnetria gratula (Meyrick, 1928)
- Merimnetria homoxyla (Meyrick, 1928)
- Merimnetria ichthyochroa (Walsingham, 1907)
- Merimnetria lanaiensis (Walsingham, 1907)
- Merimnetria maculaticornis (Walsingham, 1907)
- Merimnetria mendax (Walsingham, 1907)
- Merimnetria multiformis (Meyrick, 1928)
- Merimnetria nigriciliella (Walsingham, 1907)
- Merimnetria notata (Walsingham, 1907)
- Merimnetria straussiella (Swezey, 1953)
- Merimnetria thurifica (Meyrick, 1928)
- Merimnetria xylospila (Meyrick, 1928)

Furthermore, there are at least three undescribed species.